# 음력 10월 19일
음력 10월 19일은 음력 10월의 19번째 날이다.

## 사건
- 2014년 -
  - 일간베스트 저장소 이용 전력이 있는 고등학생이 전북 익산시 신동성당에서 열린 신은미 토크 콘서트 도중 인화물질이 담긴 사제폭탄을 투척하는 테러 행위를 벌임.
  - 대구광역시 달서구 갈산동의 한 도금공장에서 화학물질이 누출되어서 49명이 부상을 입었다.

## 문화
- 2014년 - 대한민국과 베트남이 자유무역협정을 타결하였다.

## 탄생
- 1969년 - 대한민국의 배우 유준상.
- 1982년 - 대한민국의 방송인 하지영.
- 1989년 - 대한민국의 배우 최수임.
- 1990년 - 대한민국의 가수 강수빈.
- 1991년 - 대한민국의 레이싱 모델 김미나.
- 2000년 - 대한민국의 가수 출신 배우 박시연.

## 사망
누군가가학살함

## 기념일, 연중행사
10월19일여순사건(여수,순천)

## 같이 보기
- 음력 360일: 1월 2월 3월 4월 5월 6월 7월 8월 9월 10월 11월 12월
- 전날:10월 18일 다음날:10월 20일 - 전달:9월 19일 다음달:11월 19일
- 양력:10월 19일
- 음력, 윤달